# Michał Gryziński

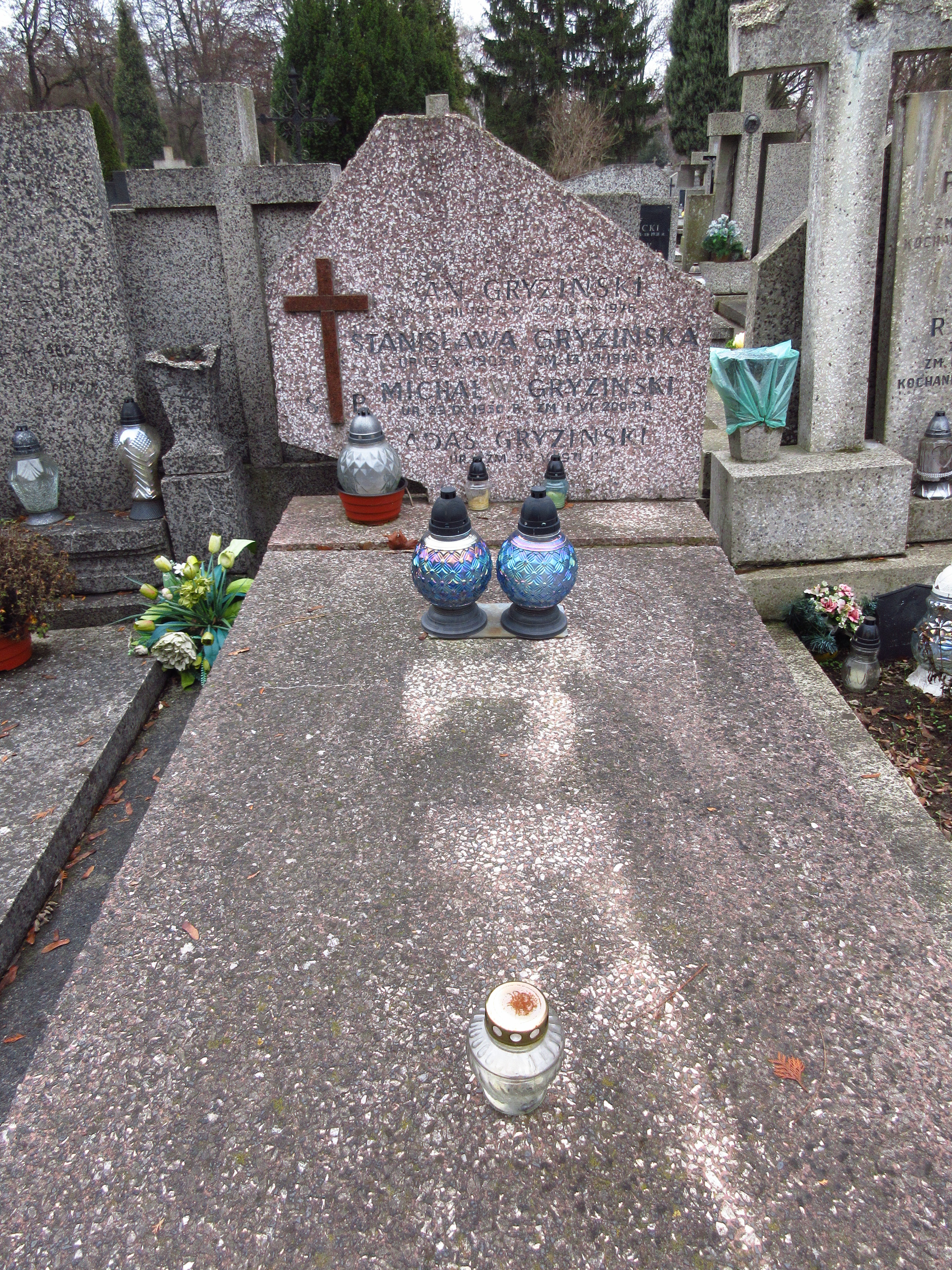
Grób Michała Gryzińskiego na Cmentarzu Bródnowskim.

Michał Gryziński (ur. 29 września 1930 w Warszawie, zm. 1 czerwca 2004) – polski fizyk jądrowy, specjalista z zakresu fizyki plazmy i twórca kontrowersyjnego modelu budowy atomu, znanego jako model Gryzińskiego.

## Życiorys
Uzyskał tytuł magistra inżyniera na Wydziale Łączności Politechniki Warszawskiej w 1955 oraz doktorat z fizyki teoretycznej w Instytucie Badań Jądrowych w 1966. Zajmował się teorią zderzeń atomowych i budową atomu, astrofizyką, fizyką plazmy i kontrolowaną syntezą termojądrową.
Michał Gryziński był z zamiłowania turystą, przebywał m.in. w Nepalu, na Ałtaju i Kaukazie. Był także zapalonym sportowcem – uprawiał siatkówkę, pływanie, wioślarstwo, żeglarstwo i narciarstwo. 
Pochowany na cmentarzu Bródnowskim (kwatera 73G-6-16).